# Saarijärvi (sjö i Finland, Lappland, lat 66,42, long 27,75)
Saarijärvi är en sjö i Finland. Den ligger i kommunen Posio i landskapet Lappland, i den norra delen av landet, 700 km norr om huvudstaden Helsingfors. Saarijärvi ligger 251,2 meter över havet. Arean är 1,82 kvadratkilometer och strandlinjen är 14,13 kilometer lång. Sjön  ingår i Kemi älvs huvudavrinningsområde.   
I övrigt finns följande vid Saarijärvi:
- Yli Askanjärvi (en sjö)